# Margaret Ogola
Margaret Atieno Ogola (Asembo, 2 de junho de 1958 - Nairóbi, 21 de setembro de 2011) foi uma médica e escritora do Quénia.
Tornou-se famosa por seu romance O Rio e a Fonte. Este é um romance que segue quatro gerações de quenianos em uma mudança frenética da sociedade frenética. A obra teve grande receptividade e uma acolhida muito favorável por parte dos críticos. O livro que ganhou o Prêmio da Região África da Commonwealth para a Literatura. Era casada com o Dr. George Ogola e tinha seis filhos, sendo dois deles adotados.
Foi diretora médica do Cottolengo Hospice, um orfanato para crianças com HIV e AIDS. Também é beneficiária do Familias Award for Humanitarian Service (Serviço de Ajuda Humanitária das Famílias), do Congresso Mundial das Famílias.

## Estudos
Estudou na Thompson’s Falls High School e na Alliance Girls High School, sendo uma aluna destacada. Em 1984, obteve bacharel em Medicina e Enfermaria pela Universidade de Nairóbi, e em 1990 obteve Mestrado de Medicina e Pediatria pela mesma universidade. Também obteve um diploma de pós-graduação em Planejamento e Desenvolvimento de Projetos de Desenvolvimento pela Universidade Católica da África Oriental em 2004.

## Obra
Foi assessora dos bispos católicos quenianos em questões sanitárias e familiares, além de ser membro do Opus Dei.